# Schulzendorf

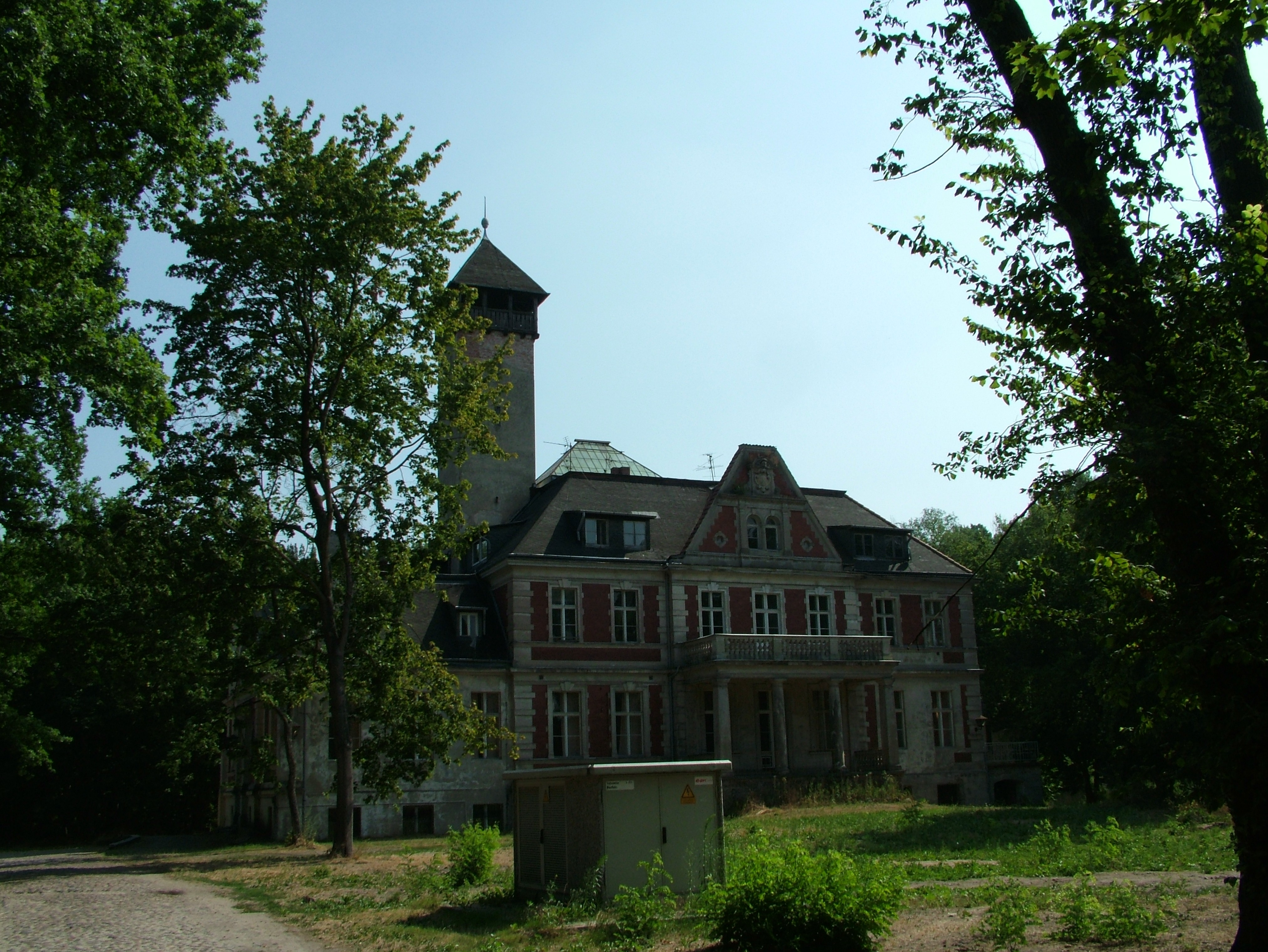
Zamek

Schulzendorf – gmina w Niemczech w kraju związkowym Brandenburgia, w powiecie Dahme-Spreewald. Gmina położona jest niedaleko aglomeracji Berlina.